# آدام پین
آدام پین (به انگلیسی: Adam Pine) (زادهٔ ۲۸ فوریهٔ ۱۹۷۶) شناگر اهل استرالیا است.